# Der Schatzgräber
Der Schatzgräber (en català: El cercador de tresors) és una òpera en quatre actes, amb un pròleg i un epíleg, composta per Franz Schreker sobre un llibret en alemany del mateix compositor. L'estrena fou el 21 de gener del 1920 a l'Òpera de Frankfurt.

## Composició
Schreker va escriure el llibret de l'òpera l'estiu de 1915. Després es va interrompre per assistir a una revisió de Das Spielwerk und die Prinzessin i compondre la Simfonia de cambra, tornant a Der Schatzgräber l'estiu de 1917. Va datar la partitura completa del manuscrit el 12 de novembre de 1918. La partitura està publicada per Universal Edition de Vienna.

## Representacions

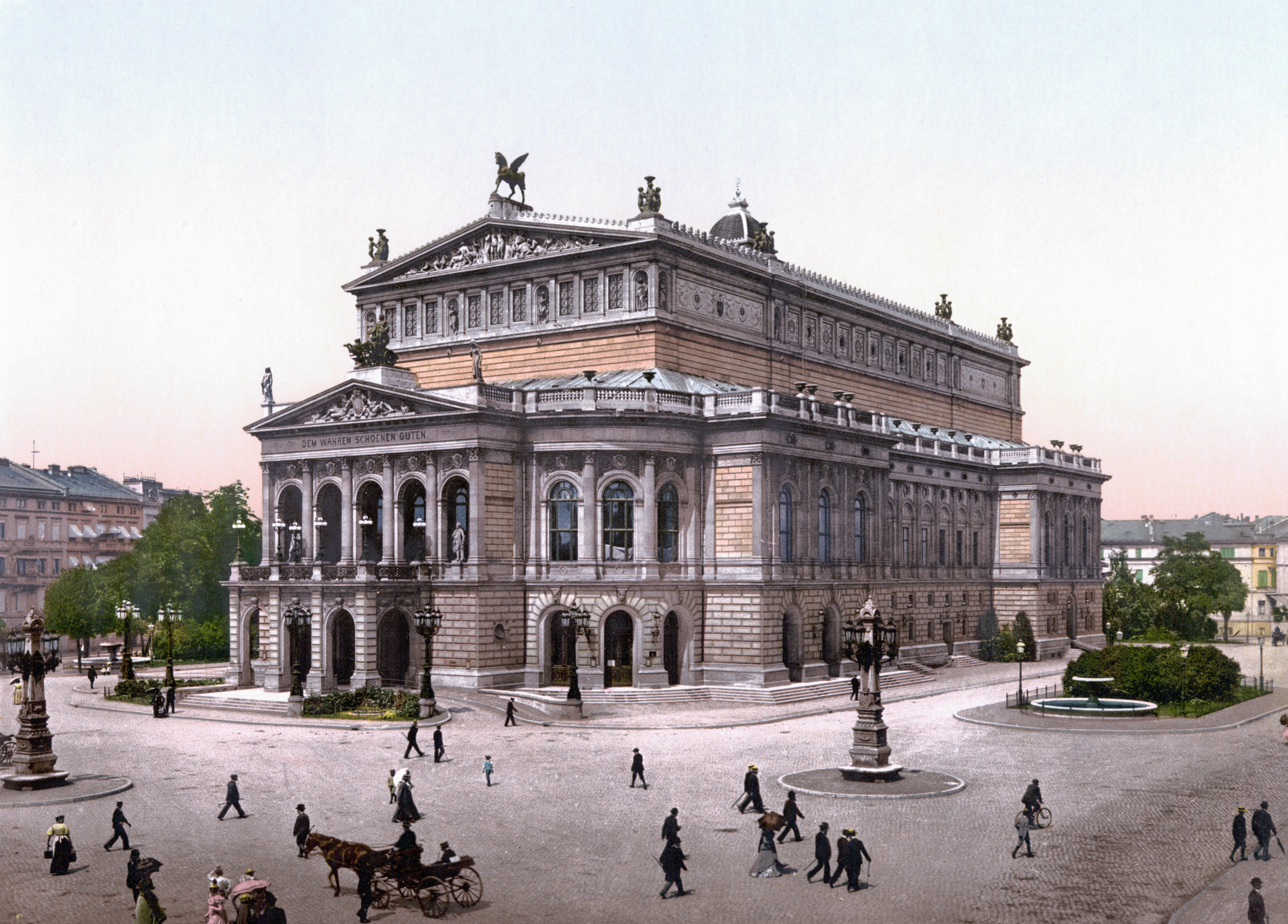
L'òpera de Frankfurt 1880–1945

L'òpera va ser representada per primera vegada el 21 de gener de 1920 per l'⁣Oper Frankfurt, dirigida per Ludwig Rottenberg. Va ser l'òpera amb més èxit (però també l'última) de Schreker. Va rebre 354 representacions a més de cinquanta ciutats entre 1920 i 1925, però després del canvi en el clima cultural i polític a Alemanya, només es van fer 31 representacions més fins al 1932. L'última producció durant la vida del compositor va ser a Oldenburg l'octubre de 1931, després, sota els nazis (que van prendre el poder el 1933), la música de Schreker va ser prohibida a causa de la seva ascendència jueva.
L'estrena a Berlín va tenir lloc el 3 d'abril de 1922 a l'⁣Òpera Estatal de Berlín, dirigida per Leo Blech, amb Vera Schwarz, Robert Hutt i Waldemar Henke en els papers principals.
L'estrena vienesa va tenir lloc a l'⁣Òpera Estatal de Viena el 18 d'octubre de 1922, dirigida per Franz Schalk, amb un repartiment format per Nikolaus Zek, Fritz Krenn, Karl Norbert, Richard Schubert, Richard Tauber i Gertrud Kappel.
El 1922, Schreker va preparar un Interludi simfònic per a un concert, principalment extret de l'interludi orquestral de l'acte III. Aquest va ser estrenat per l'⁣Orquestra Concertgebouw dirigida per Willem Mengelberg l'octubre de 1923.
L'òpera va ser reviscuda en un concert dirigit per Robert Heger el 1968, seguit d'un altre concert a Viena amb Lothar Zagrosek el 1985. Les produccions totalment escenificades van seguir al Theater St. Gallen (1988) i a l'⁣Òpera Estatal d'Hamburg (1989).
L'⁣Òpera dels Països Baixos, Amsterdam, va posar en escena una nova producció de Pierre Audi, dirigida per Marc Albrecht i amb la direcció escènica d'Ivo van Hove, el setembre de 2012.
El maig de 2022, la Deutsche Oper Berlin va posar en escena una nova producció de Christof Loy, dirigida per Marc Albrecht amb Elisabet Strid i Daniel Johansson en els papers principals. Aquesta producció també es va presentar a l'⁣Opéra national du Rhin d'Estrasburg l'octubre de 2022 dirigida per Marko Letonja.

## Rols
| Rol                    | Tipus de veu              | Elenc de l'estrena, 21 January 1920 Director: Ludwig Rottenberg |
| ---------------------- | ------------------------- | --------------------------------------------------------------- |
| El rei                 | baix                      | Hans Erl                                                        |
| La reina               | part muda                 | Marta Uersfeld                                                  |
| El canceller           | tenor                     | Hermann Schramm                                                 |
| El comte               | bar                       | Rudolf Brinkmann                                                |
| El mestre d'escola     | baix                      |                                                                 |
| El bufó                | tenor                     | Erik Wirl                                                       |
| L'agutzil              | baríton                   | Robert vom Scheidt                                              |
| El jove noble          | baríton                   |                                                                 |
| Elis, un joglar        | tenor                     | John Gläser                                                     |
| L'alcalde              | baix                      | Carl Bauermann                                                  |
| L'escrivà              | tenor                     | Otto Weindel                                                    |
| L'hostaler             | baix                      | Josef Gareis                                                    |
| Els, la seva filla     | soprano                   | Emma Hol                                                        |
| Albi, el seu criat     | tenor líric               | Franz Wartenberg                                                |
| Un soldat              | baix                      | Arthur Simon                                                    |
| Primer ciudatà         | tenor                     | Hermann Schramm                                                 |
| Segon ciudatà          | baríton                   | Robert vom Scheidt                                              |
| Tercer ciudatà         | baix                      | Arthur Simon                                                    |
| Primera donzella vella | mezzo-soprano             |                                                                 |
| Segona donzella vella  | mezzosoprano (o contralt) |                                                                 |
| Una dona               | contralt (o mezzosoprano) |                                                                 |

## Argument
L'òpera està ambientada en l'època medieval llegendària.

### Pròleg
La reina ha perdut les seves joies, i amb elles la seva bellesa i fertilitat. El rei demana el consell del seu bufó que sap sobre l'Elis, un joglar errant el llaüt màgic del qual té la capacitat de caçar un tresor amagat. El rei promet al bufó que se li permetrà tenir una dona de la seva elecció com a recompensa, si Elis pot trobar les joies.

### Acte I
Els, filla de l'hostaler, s'ha de casar amb un jove noble cruel però ric i que menysprea. Per tant, l'envia a buscar les joies de la reina i el fa assassinar per l'Albi, el seu criat, que està enamorada d'ella. Mentrestant, el joglar Elis ha trobat el camí cap a la fonda i obsequia a Els amb un ornament que ha trobat al bosc. Els s'enamora del jove joglar, però aleshores el cos del noble mort es troba al bosc; l'agutzil, que vol Els per a ell, deté l'Elis sota sospita d'assassinat.

### Acte II
Elis ha de ser penjat pel seu crim. Els demana ajuda al bufó, que li assegura que tot sortirà bé. El missatger del rei atura l'execució a l'últim moment, perquè l'Elis pugui anar a buscar les joies. Per evitar ser exposat com el lladre, Els ordena a l'Albi que robi el llaüt màgic del joglar.

### Acte III
Durant una nit d'amor, Els es presenta a l'Elis amb tota la bellesa de les joies. Ella li lliura les joies, amb la condició que mai li pregunti per la seva procedència, i sempre confiï en ella.

### Acte IV
L'Elis ha tornat les joies a la reina. Durant una celebració, l'agutzil intervé i anuncia que Albi ha confessat l'assassinat. Els és denunciat com l'instigador de l'assassinat, i l'agutzil demana l'execució immediata. Però el bufó, recordant al rei la seva promesa, tria Els com a dona i així la salva de ser executada. Se'n van junts.

### Epíleg
Ha passat un any i Els s'està morint. Només el bufó s'ha quedat amb ella. Va a buscar l'Elis, que canta la seva balada més bonica per a Els sobre un palau de conte de fades on seran rebuts com a príncep i princesa. Consolada, mor als braços del joglar. El bufó plora la seva mort.

## Instrumentació
La partitura orquestral requereix:
- 3 flautes (flauta 3 doblant flautí), 2 oboès, trompa anglesa (doblant oboè 3), 2 clarinets en la/si bemoll, clarinet baix en si bemoll, 2 fagots, contrafagot⁣;
- 4 trompes en fa, 3 trompetes en do, 3 trombons, tuba baix;
- timbales, percussió (4 intèrprets), campanes altes, 2 arpes, celesta⁣;
- cordes (violins I, violins II, violes, violoncels, contrabaix).[3]

## Enregistraments
- El 1968 es va emetre una actuació d'estudi (amb molts retalls) a la Ràdio Austríaca (ORF), dirigida per Robert Heger (que també havia dirigit la primera representació de l'obra a Nuremberg el 1920). Elis va ser cantada per Fritz Uhl i Els per Doris Jung. Tot i que l'enregistrament sencer no s'ha publicat en CD, se n'han publicat extractes al CD que acompanya el llibre Franz Schreker: Grenzgänge, Grenzklänge (Hailey i Haas; Mandelbaum, 2004).
- El 1990 el segell discogràfic alemany Capriccio va publicar un enregistrament en directe realitzat el maig/juny de 1989 a l'⁣Òpera Estatal d'Hamburg, amb Gerd Albrecht dirigint la Philharmonisches Staatsorchester Hamburg, amb Josef Protschka en el paper principal i Gabriele Schnaut com a Els. La partitura es va retallar molt.
- El 2013, el segell holandès Challenge Classics va publicar un enregistrament en directe de les actuacions a l'Òpera dels Països Baixos el setembre/octubre de 2012 amb Marc Albrecht dirigint l'⁣Orquestra Filharmònica dels Països Baixos amb Manuela Uhl com a Els i Raymond Very com a Elis.[8] La partitura no estava tallada, a part d'una breu seqüència a l'acte II.